# Minsk Cycling Club
Велосипедный клуб «Минск» (eng. Minsk Cycling Club) (UCI Team Code: MCC) — первый профессиональный велосипедный клуб в Белоруссии, основанный в 2013 году.

## История
Идея создания в Белоруссии первого профессионального велосипедного клуба принадлежит Белорусской федерации велосипедного спорта. На протяжении нескольких лет инициативная группа в лице руководителя федерации, Председателя Мингорисполкома Николая Ладутько, исполнительного директора Алексея Иванова и спортивного директора Натальи Цилинской занималась проработкой этого проекта.
Команды комплектуются белорусскими гонщиками. Клуб использует велосипеды марки Winspace.
Первую профессиональную победу команде принёс Сергей Попок, заняв первое место на велогонке категории 1.2 UCI Europe Tour — Гран-при Москвы 2015 года.

## Команды
- Мужская континентальная команда UCI (UCI Continental Team)

- Мужская шоссейная команда (до 23 лет) (UCI Continental Team U23)

- Мужская шоссейная команда (юниоры) (UCI Continental Team U20)

- Женская континентальная команда UCI (UCI Women’s Continental Team)

- Трековая команда UCI (UCI Track Team)

- Трековая молодёжная команда (спринт) (Sprint Youth Team)

- Команда по BMX (BMX Team)

- Команда по триатлону «Minsk Triathlon» (Minsk Triathlon Team)

## Состав команд
| Гонщик             | Дата рождения | Предыдущая команда                                      |
| ------------------ | ------------- | ------------------------------------------------------- |
| Белявский Василий  | 21.12.1995    | Minsk Cycling Club                                      |
| Королек Евгений    | 09.06.1996    | Minsk Cycling Club                                      |
| Попок Сергей       | 06.01.1988    | Lat Rietumu — Delfin (2014)                             |
| Самойлов Бронислав | 25.05.1985    | Pol CCC Polsat — Polkowice (2014—2017)                  |
| Соболь Евгений     | 07.04.1981    | Srb Partizan Srbija (2010)                              |
| Строков Василий    | 09.10.1995    | Minsk Cycling Club                                      |
| Чернявский Иван    | 15.10.1999    | Minsk Cycling Club                                      |
| Шевченко Сергей    | 01.04.1998    | Fra Côtes d’Armor — Marie Morin — Véranda Rideau (2019) |
| Шнырко Алексей     | 12.05.1994    | Chn Ningxia Sports Lottery — Livall Cycling Team (2019) |

| Гонщик           | Дата рождения | Предыдущая команда |
| ---------------- | ------------- | ------------------ |
| Гринкевич Марк   | 31.01.2001    | Minsk Cycling Club |
| Кириевич Артур   | 20.11.2000    | Minsk Cycling Club |
| Кудравец Артем   | 27.04.2002    | Minsk Cycling Club |
| Марчук Денис     | 19.05.2000    | Minsk Cycling Club |
| Савчиц Владислав | 27.11.2001    | Minsk Cycling Club |

| Гонщик              | Дата рождения | Предыдущая команда |
| ------------------- | ------------- | ------------------ |
| Гуцко Кирилл        | 12.02.2005    | Minsk Cycling Club |
| Корниенко Александр | 20.03.2004    | Minsk Cycling Club |
| Воронцов Никита     | 17.02.2004    | Minsk Cycling Club |
| Иванец Максим       | 17.02.2003    | Minsk Cycling Club |
| Тур Никита          | 22.09.2003    | Minsk Cycling Club |

| Гонщик              | Дата рождения | Предыдущая команда        |
| ------------------- | ------------- | ------------------------- |
| Абраменко Алина     | 26.10.2000    | Minsk Cycling Club        |
| Декола Дарья        | 29.12.2000    | Minsk Cycling Club        |
| Киптикова Анастасия | 10.08.1999    | Minsk Cycling Club        |
| Краско Ангелина     | 16.12.2000    | Minsk Cycling Club        |
| Носкович Таиса      | 19.09.1995    | Minsk Cycling Club        |
| Савенко Каролина    | 21.04.1998    | Minsk Cycling Club        |
| Терех Анна          | 07.09.1998    | Minsk Cycling Club        |
| Татьяна Шаракова    | 31.07.1984    | Ita Gauss RDZ Ormu (2008) |

| Гонщик           | Дата рождения | Предыдущая команда |
| ---------------- | ------------- | ------------------ |
| Веремчук Евгений | 03.09.1995    | Minsk Cycling Club |
| Новик Владислав  | 31.03.1995    | Minsk Cycling Club |
| Савенко Инна     | 05.08.1994    | Minsk Cycling Club |
| Тишков Роман     | 02.12.1994    | Minsk Cycling Club |
| Шеметов Михаил   | 21.07.1994    | Minsk Cycling Club |

| Гонщик              | Дата рождения | Предыдущая команда |
| ------------------- | ------------- | ------------------ |
| Алешкевич Владислав | 20.03.2002    | Minsk Cycling Club |
| Марусенко Алексей   | 07.07.2002    | Minsk Cycling Club |
| Сарнавская Дарья    | 27.06.2005    | Minsk Cycling Club |
| Цинкевич Сергей     | 29.06.1999    | Minsk Cycling Club |

| Гонщик          | Дата рождения | Предыдущая команда |
| --------------- | ------------- | ------------------ |
| Дахно Александр | 21.03.1994    | Minsk Triathlon    |
| Максимова Анна  | 26.11.1993    | Minsk Triathlon    |
| Щемелёв Тихон   | 09.12.2000    | Minsk Triathlon    |

| Состав команд клуба — сезон 2020 Мужская континентальная команда UCI | Состав команд клуба — сезон 2020 Мужская континентальная команда UCI | Состав команд клуба — сезон 2020 Мужская континентальная команда UCI |
| Гонщик                                                               | Дата рождения                                                        | Предыдущая команда                                                   |
| -------------------------------------------------------------------- | -------------------------------------------------------------------- | -------------------------------------------------------------------- |
| Божков Станислав                                                     | 04.11.1991                                                           | Minsk Cycling Club                                                   |
| Белявский Василий                                                    | 21.12.1995                                                           | Minsk Cycling Club                                                   |
| Гороховик Владимир                                                   | 21.01.1995                                                           | Minsk Cycling Club                                                   |
| Ивашкин Антон                                                        | 14.04.1996                                                           | Minsk Cycling Club                                                   |
| Королек Евгений                                                      | 09.06.1996                                                           | Minsk Cycling Club                                                   |
| Попок Сергей                                                         | 06.01.1988                                                           | Minsk Cycling Club                                                   |
| Романов Роман                                                        | 03.07.1994                                                           | Minsk Cycling Club                                                   |
| Самойлов Бронислав                                                   | 25.05.1985                                                           | Minsk Cycling Club                                                   |
| Шнырко Алексей                                                       | 12.05.1994                                                           | Ningxia Sports Lottery — Livall Cycling Team                         |
| Шумов Николай                                                        | 16.02.1994                                                           | Minsk Cycling Club                                                   |
| Соболь Евгений                                                       | 07.04.1981                                                           | Minsk Cycling Club                                                   |
| Строков Василий                                                      | 09.10.1995                                                           | Minsk Cycling Club                                                   |

| Состав команд клуба — сезон 2020 Женская континентальная команда UCI | Состав команд клуба — сезон 2020 Женская континентальная команда UCI | Состав команд клуба — сезон 2020 Женская континентальная команда UCI |
| Гонщик                                                               | Дата рождения                                                        | Предыдущая команда                                                   |
| -------------------------------------------------------------------- | -------------------------------------------------------------------- | -------------------------------------------------------------------- |
| Абраменко Алина                                                      | 26.10.2000                                                           | Minsk Cycling Club                                                   |
| Декола Дарья                                                         | 29.12.2000                                                           | Minsk Cycling Club                                                   |
| Киптикова Анастасия                                                  | 10.08.1999                                                           | Minsk Cycling Club                                                   |
| Носкович Таиса                                                       | 19.09.1995                                                           | Minsk Cycling Club                                                   |
| Шаракова Татьяна                                                     | 31.07.1984                                                           | Minsk Cycling Club                                                   |
| Савенко Каролина                                                     | 21.04.1998                                                           | Minsk Cycling Club                                                   |
| Шаурка Алеся                                                         | 12.10.2001                                                           | Minsk Cycling Club                                                   |
| Анна Терех                                                           | 07.09.1998                                                           | Minsk Cycling Club                                                   |

| Состав команд клуба — сезон 2019 Мужская континентальная команда UCI | Состав команд клуба — сезон 2019 Мужская континентальная команда UCI | Состав команд клуба — сезон 2019 Мужская континентальная команда UCI |
| Гонщик                                                               | Дата рождения                                                        | Предыдущая команда                                                   |
| -------------------------------------------------------------------- | -------------------------------------------------------------------- | -------------------------------------------------------------------- |
| Божков Станислав                                                     | 04.11.1991                                                           | Minsk Cycling Club                                                   |
| Белявский Василий                                                    | 21.12.1995                                                           | Minsk Cycling Club                                                   |
| Джабраилов Самир                                                     | 07.09.1994                                                           | Minsk Cycling Club                                                   |
| Ивашкин Антон                                                        | 14.04.1996                                                           | Minsk Cycling Club                                                   |
| Майкин Роман                                                         | 14.08.1990                                                           | Minsk Cycling Club                                                   |
| Попок Сергей                                                         | 06.01.1988                                                           | Minsk Cycling Club                                                   |
| Мазур Денис                                                          | 19.04.2000                                                           | Minsk Cycling Club                                                   |
| Самойлов Бронислав                                                   | 25.05.1985                                                           | Minsk Cycling Club                                                   |
| Ворганов Эдуард                                                      | 12.05.1994                                                           | Minsk Cycling Club                                                   |
| Шумов Николай                                                        | 16.02.1994                                                           | Minsk Cycling Club                                                   |
| Соболь Евгений                                                       | 07.04.1981                                                           | Minsk Cycling Club                                                   |
| Строков Василий                                                      | 09.10.1995                                                           | Minsk Cycling Club                                                   |

| Состав команд клуба — сезон 2019 Женская континентальная команда UCI | Состав команд клуба — сезон 2019 Женская континентальная команда UCI | Состав команд клуба — сезон 2019 Женская континентальная команда UCI |
| Гонщик                                                               | Дата рождения                                                        | Предыдущая команда                                                   |
| -------------------------------------------------------------------- | -------------------------------------------------------------------- | -------------------------------------------------------------------- |
| Абраменко Алина                                                      | 26.10.2000                                                           | Minsk Cycling Club                                                   |
| Декола Дарья                                                         | 29.12.2000                                                           | Minsk Cycling Club                                                   |
| Киптикова Анастасия                                                  | 10.08.1999                                                           | Minsk Cycling Club                                                   |
| Носкович Таиса                                                       | 19.09.1995                                                           | Minsk Cycling Club                                                   |
| Шаракова Татьяна                                                     | 31.07.1984                                                           | Minsk Cycling Club                                                   |
| Савенко Каролина                                                     | 21.04.1998                                                           | Minsk Cycling Club                                                   |
| Шаурка Алеся                                                         | 12.10.2001                                                           | Minsk Cycling Club                                                   |
| Анна Терех                                                           | 07.09.1998                                                           | Minsk Cycling Club                                                   |

| Состав команд клуба — сезон 2018 Мужская континентальная команда UCI | Состав команд клуба — сезон 2018 Мужская континентальная команда UCI | Состав команд клуба — сезон 2018 Мужская континентальная команда UCI |
| Гонщик                                                               | Дата рождения                                                        | Предыдущая команда                                                   |
| -------------------------------------------------------------------- | -------------------------------------------------------------------- | -------------------------------------------------------------------- |
| Божков Станислав                                                     | 04.11.1991                                                           | Minsk Cycling Club                                                   |
| Белявский Василий                                                    | 21.12.1995                                                           | Minsk Cycling Club                                                   |
| Константин Клименков                                                 | 03.08.1989                                                           | Minsk Cycling Club                                                   |
| Ивашкин Антон                                                        | 14.04.1996                                                           | Minsk Cycling Club                                                   |
| Музычкин Антон                                                       | 16.12.1994                                                           | Minsk Cycling Club                                                   |
| Попок Сергей                                                         | 06.01.1988                                                           | Minsk Cycling Club                                                   |
| Самойлов Бронислав                                                   | 25.05.1985                                                           | CCC Sprandi — Polkowice                                              |
| Ворганов Эдуард                                                      | 12.05.1994                                                           | Minsk Cycling Club                                                   |
| Шумов Николай                                                        | 16.02.1994                                                           | Minsk Cycling Club                                                   |
| Соболь Евгений                                                       | 07.04.1981                                                           | Minsk Cycling Club                                                   |
| Строков Василий                                                      | 09.10.1995                                                           | Minsk Cycling Club                                                   |

| Состав команд клуба — сезон 2018 Женская континентальная команда UCI | Состав команд клуба — сезон 2018 Женская континентальная команда UCI | Состав команд клуба — сезон 2018 Женская континентальная команда UCI |
| Гонщик                                                               | Дата рождения                                                        | Предыдущая команда                                                   |
| -------------------------------------------------------------------- | -------------------------------------------------------------------- | -------------------------------------------------------------------- |
| Белецкая Кристина                                                    | 06.08.1998                                                           | Minsk Cycling Club                                                   |
| Дедикова Анастасия                                                   | 02.01.1997                                                           | Minsk Cycling Club                                                   |
| Киптикова Анастасия                                                  | 10.08.1999                                                           | Minsk Cycling Club                                                   |
| Носкович Таиса                                                       | 19.09.1995                                                           | Minsk Cycling Club                                                   |
| Шаракова Татьяна                                                     | 31.07.1984                                                           | Minsk Cycling Club                                                   |
| Савенко Каролина                                                     | 21.04.1998                                                           | Minsk Cycling Club                                                   |
| Кучинская Мария                                                      | 20.01.1996                                                           | Minsk Cycling Club                                                   |
| Анна Терех                                                           | 07.09.1998                                                           | Minsk Cycling Club                                                   |
| Сафонова Анастасия                                                   | 16.12.1997                                                           | Minsk Cycling Club                                                   |
| Савенко Инна                                                         | 05.08.1994                                                           | Minsk Cycling Club                                                   |

| Состав команд клуба — сезон 2017 Мужская континентальная команда UCI | Состав команд клуба — сезон 2017 Мужская континентальная команда UCI | Состав команд клуба — сезон 2017 Мужская континентальная команда UCI |
| Гонщик                                                               | Дата рождения                                                        | Предыдущая команда                                                   |
| -------------------------------------------------------------------- | -------------------------------------------------------------------- | -------------------------------------------------------------------- |
| Божков Станислав                                                     | 04.11.1991                                                           | Minsk Cycling Club                                                   |
| Ахиевич Олег                                                         | 28.06.1993                                                           | Minsk Cycling Club                                                   |
| Константин Клименков                                                 | 03.08.1989                                                           | Minsk Cycling Club                                                   |
| Ивашкин Антон                                                        | 14.04.1996                                                           | Minsk Cycling Club                                                   |
| Музычкин Антон                                                       | 16.12.1994                                                           | Minsk Cycling Club                                                   |
| Попок Сергей                                                         | 06.01.1988                                                           | Minsk Cycling Club                                                   |
| Головаш Александр                                                    | 21.09.1991                                                           | Minsk Cycling Club                                                   |
| Ворганов Эдуард                                                      | 12.05.1994                                                           | Minsk Cycling Club                                                   |
| Королек Евгений                                                      | 09.06.1996                                                           | Minsk Cycling Club                                                   |
| Соболь Евгений                                                       | 07.04.1981                                                           | Minsk Cycling Club                                                   |
| Строков Василий                                                      | 09.10.1995                                                           | Minsk Cycling Club                                                   |
| Тишков Роман                                                         | 02.12.1994                                                           | Minsk Cycling Club                                                   |

| Состав команд клуба — сезон 2017 Женская континентальная команда UCI | Состав команд клуба — сезон 2017 Женская континентальная команда UCI | Состав команд клуба — сезон 2017 Женская континентальная команда UCI |
| Гонщик                                                               | Дата рождения                                                        | Предыдущая команда                                                   |
| -------------------------------------------------------------------- | -------------------------------------------------------------------- | -------------------------------------------------------------------- |
| Белецкая Кристина                                                    | 06.08.1998                                                           | Minsk Cycling Club                                                   |
| Дацык Дарья                                                          | 16.10.1998                                                           | Minsk Cycling Club                                                   |
| Куделя Анастасия                                                     | 26.04.1998                                                           | Minsk Cycling Club                                                   |
| Носкович Таиса                                                       | 19.09.1995                                                           | Minsk Cycling Club                                                   |
| Шаракова Татьяна                                                     | 31.07.1984                                                           | Gauss — RDZ Ormu                                                     |
| Кучинская Мария                                                      | 20.01.1996                                                           | Minsk Cycling Club                                                   |
| Анна Терех                                                           | 07.09.1998                                                           | Minsk Cycling Club                                                   |
| Сафонова Анастасия                                                   | 16.12.1997                                                           | Minsk Cycling Club                                                   |
| Шевченко Мария                                                       | 01.02.1994                                                           | Minsk Cycling Club                                                   |

| Состав команд клуба — сезон 2016 Мужская континентальная команда UCI | Состав команд клуба — сезон 2016 Мужская континентальная команда UCI | Состав команд клуба — сезон 2016 Мужская континентальная команда UCI |
| Гонщик                                                               | Дата рождения                                                        | Предыдущая команда                                                   |
| -------------------------------------------------------------------- | -------------------------------------------------------------------- | -------------------------------------------------------------------- |
| Божков Станислав                                                     | 04.11.1991                                                           | Minsk Cycling Club                                                   |
| Ахиевич Олег                                                         | 28.06.1993                                                           | Minsk Cycling Club                                                   |
| Константин Клименков                                                 | 03.08.1989                                                           | Minsk Cycling Club                                                   |
| Ивашкин Антон                                                        | 14.04.1996                                                           | Minsk Cycling Club                                                   |
| Музычкин Антон                                                       | 16.12.1994                                                           | Minsk Cycling Club                                                   |
| Попок Сергей                                                         | 06.01.1988                                                           | Minsk Cycling Club                                                   |
| Головаш Александр                                                    | 21.09.1991                                                           | Minsk Cycling Club                                                   |
| Пешкун Алексей                                                       | 07.03.1996                                                           | Minsk Cycling Club                                                   |
| Пешкун Андрей                                                        | 06.12.1992                                                           | Minsk Cycling Club                                                   |
| Соболь Евгений                                                       | 07.04.1981                                                           | Minsk Cycling Club                                                   |
| Романов Роман                                                        | 03.07.1994                                                           | Minsk Cycling Club                                                   |

| Состав команд клуба — сезон 2015 Мужская континентальная команда UCI | Состав команд клуба — сезон 2015 Мужская континентальная команда UCI | Состав команд клуба — сезон 2015 Мужская континентальная команда UCI |
| Гонщик                                                               | Дата рождения                                                        | Предыдущая команда                                                   |
| -------------------------------------------------------------------- | -------------------------------------------------------------------- | -------------------------------------------------------------------- |
| Божков Станислав                                                     | 04.11.1991                                                           | Minsk Cycling Club                                                   |
| Гороховик Владимир                                                   | 21.01.1995                                                           | Minsk Cycling Club                                                   |
| Константин Клименков                                                 | 03.08.1989                                                           | Minsk Cycling Club                                                   |
| Ивашкин Антон                                                        | 14.04.1996                                                           | Minsk Cycling Club                                                   |
| Музычкин Антон                                                       | 16.12.1994                                                           | Minsk Cycling Club                                                   |
| Попок Сергей                                                         | 06.01.1988                                                           | Minsk Cycling Club                                                   |
| Кучинский Александр                                                  | 27.10.1979                                                           | Minsk Cycling Club                                                   |
| Пешкун Алексей                                                       | 07.03.1996                                                           | Minsk Cycling Club                                                   |
| Пешкун Андрей                                                        | 06.12.1992                                                           | Minsk Cycling Club                                                   |
| Подоляк Павел                                                        | 19.11.1992                                                           | Minsk Cycling Club                                                   |
| Соколов Андрей                                                       | 28.05.1993                                                           | Minsk Cycling Club                                                   |
| Жигунов Дмитрий                                                      | 10.07.1996                                                           | Minsk Cycling Club                                                   |

## Главные достижения
2014
- Чемпионат Европы по велоспорту на треке, U-23 — Роман Романов (скретч) — 3-е место

2015
- Чемпионат Европы по велоспорту на треке, U-23 — Роман Романов (гонка по очкам) — 1-е место
- Чемпионат Европы по велоспорту на треке, U-23 — Роман Романов, Гордей Тищенко, Роман Тишков (командная гонка преследования) — 3-е место
- Международная многодневная шоссейная велогонка Тура Азии UCI «Тур Китая I» (первая категория), этап 6 Сергей Попок — 1-е место

2016
- Чемпионат Европы по велоспорту на треке, элита — Роман Романов (гонка по очкам) — 3-е место
- Чемпионат Европы по велоспорту на треке, U-23 — Роман Романов (гонка по очкам) — 3-е место
- Кубок мира UCI по велоспорту на треке 2016—2017, этап 2 — Роман Романов (скретч) — 1-е место, (общий зачет) — 3-е место
- Кубок мира UCI по велоспорту на треке 2015—2016, Татьяна Шаракова (омниум) — 3-е место — (общий зачет)
- Кубок мира UCI по велоспорту на треке 2016—2017, этап 1 — Татьяна Шаракова (омниум) — 3-е место, (индивидуальная гонка преследования) — 3-е место
- Международная многодневная шоссейная велогонка Тура Азии UCI «Кубок ОАЭ» (первая категория) — Сергей Попок — 1-е место
- Международная многодневная шоссейная велогонка Тура Европы UCI «Course Cycliste de Solidarnosc et des Champions Olympiques» (вторая категория) — Евгений соболь

2017
- Чемпионат Европы по велоспорту на треке, U-23 — Евгений Королек (скретч) — 1-е место
- Кубок мира UCI по велоспорту на треке 2016—2017, этап 4 — Евгений Королек (скретч) — 1-е место, общий зачет (скретч) — 1-е место
- Международная многодневная шоссейная велогонка Тура Азии UCI «Tour of Qinghai Lake» (высшая категория), этап 3 — Станислав Божков
- Международная многодневная шоссейная велогонка Тура Африки UCI «La Tropicale Amissa Bongo» (первая категория), этап 3 — Станислав Божков

2018
- Чемпионат Европы по велоспорту на треке, Евгений Королек (скретч) — 1-е место
- Кубок мира UCI по велоспорту на треке 2017—2018, этап 5 Евгений Королек (скретч) — 1-е место, общий зачет (скретч) — 1-е место
- Чемпионат Республики Беларусь по велоспорту на шоссе 2018 — Евгений Королек — 1-е место, Сергей Попок — 2-е место, Бронислав Самойлов — 3-е место
- Международная многодневная шоссейная велогонка Тура Европы UCI «Тур Эстонии — 2018», этап 1 — Евгений Королек — 1-е место
- Международная многодневная шоссейная велогонка Евротура UCI «Гран-при Минска-2018» — Николай Шумов — 1-е место
- Международная многодневная шоссейная велогонка Тура Азии UCI «Panorama Guizhou» — Женская команда «Минск» — 1-е место командный зачет

2019
- II Европейские Игры 2019 года, Татьяна Шаракова (индивидуальная гонка преследования) — 1-е место
- II Европейские Игры 2019 года, Евгений Королек (скретч) — 3-е место
- II Европейские Игры 2019 года, Анна Терех (скретч) — 3-е место
- Кубок мира по велосипедному спорту на треке UCI 2019—2020, этап 1 Евгений Королек (скретч) — 1-е место
- Кубок мира по велосипедному спорту на треке UCI 2019—2020, этап 1 Татьяна Шаракова (гонка по очкам) — 3-е место
- Чемпионат Европы по велосипедному спорту на треке 2019, Татьяна Шаракова (омниум) — 3-е место
- Чемпионат Европы по велосипедному спорту на треке 2019, Татьяна Шаракова (гонка по очкам) — 2-е место
- II Европейские Игры 2019 года, Татьяна Шаракова (групповая гонка) — 3-е место
- Чемпионат Республики Беларусь 2019 (мужчины), Евгений соболь — 1-е место, Антон Ивашкин — 2-е место, Василий Строков — 3-е место
- Чемпионат Республики Беларусь 2019 (женщины), Татьяна Шаракова — 1-е место, Анна Терех — 2-е место
- Международная многодневная шоссейная велогонка Евротура UCI «Пять колец Москвы — 2019», Евгений соболь — 1-е место (общий зачет)
- Международная велогонка высшей категории Тура Азии UCI «Tour of Qinghai Lake — 2019», этап 9 — Сергей Попок — 1-е место
- Международная многодневная велогонка Тура Азии UCI «Tour of China I» 2019 года, Континентальная команда «Минск» — 1-е место (командный зачет)